# Małgorzata z Città di Castello
Małgorzata z Città di Castello (ur. 1287 w Città di Castello, zm. 13 kwietnia 1320 w Città di Castello) – włoska tercjarka dominikańska, święta Kościoła katolickiego, patronka niewidomych oraz dzieci niechcianych i abortowanych.

## Życiorys
Małgorzata z Citta di Castello pochodziła z rodziny arystokratycznej. Od urodzenia była niewidoma, karłowata i kulawa. Jako kilkuletnie dziecko, na polecenie ojca, została rekluzą. W 1303 roku została porzucona przez rodziców, wówczas była wychowywana u różnych rodzin. Poleciwszy się wtedy opiece Dzieciątka Jezus, została doprowadzona do dominikanek w Citta di Castello, gdzie przyjęto ją do Trzeciego Zakonu. Odznaczała się duchem pokuty, gdyż znosiła swój krzyż, nigdy nie narzekając. Pracowała opiekując się małymi dziećmi. Szczególnie otoczyła opieką chorych i więźniów. 
Zmarła w wieku 33 lat i została pochowana w kaplicy dominikańskiej. Po jej śmierci odnotowano dwieście cudów za jej wstawiennictwem. Mimo upływu lat jej ciało nie uległo rozkładowi. Beatyfikował ją papież Paweł V 19 października 1609 roku. 
24 kwietnia  2021 roku papież Franciszek zatwierdził opinię wyrażoną przez kardynałów i dokonał jej kanonizacji równoważnej.
Jej wspomnienie przypada 13 kwietnia.